# John Nava
John Nava (* 6. Oktober 1978) ist ein venezolanischer Straßenradrennfahrer.
John Nava wurde 2002 Dritter bei der venezolanischen Meisterschaft im Straßenrennen und 2003 belegte er den zweiten Platz. Neben zahlreichen Wettbewerben des venezolanischen Radsportkalenders gewann er in den nächsten Jahren auch Teilstücke bei internationalen Etappenrennen, wie der Vuelta a Venezuela, der Vuelta al Táchira und der Tour de la Guadeloupe, bei der er 2014 darüber hinaus auch die Gesamtwertung gewann.

## Erfolge
2002
- Venezolanische Meisterschaft – Straßenrennen

2003
- Venezolanische Meisterschaft – Straßenrennen

2006
- eine Etappe Vuelta a Venezuela

2010
- eine Etappe und Mannschaftszeitfahren Vuelta al Táchira

2011
- eine Etappe Vuelta al Táchira
- eine Etappe Tour de la Guadeloupe

2014
- Gesamtwertung und eine Etappe Tour de la Guadeloupe

2015
- eine Etappe Vuelta al Táchira

2018
- eine Etappe Vuelta a Venezuela

## Teams
- 2014 Lotería del Táchira
- 2015 Kino Táchira